# Eurycantha latro
Eurycantha latro är en insektsart som beskrevs av Ludwig Redtenbacher 1908. Eurycantha latro ingår i släktet Eurycantha och familjen Phasmatidae. Inga underarter finns listade i Catalogue of Life.